# Dennis Banks

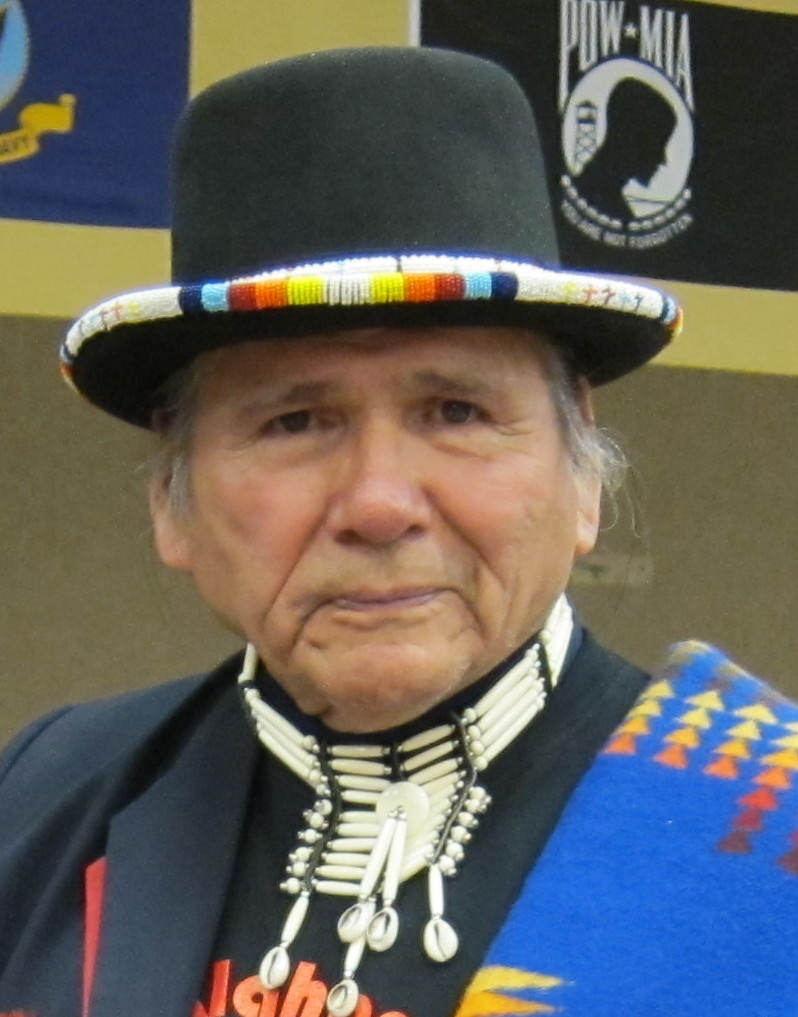
Dennis Banks (2013)

Dennis Banks (* 12. April 1937 in der Leech Lake Reservation, Minnesota; † 29. Oktober 2017 ebenda), auch Nowa Cumig genannt, war 1968 Mitgründer des American Indian Movement (AIM), einer US-amerikanischen Indigenen-Organisation, die – oft im Widerstand gegen die offizielle Indianerpolitik der Vereinigten Staaten – für die Selbstbestimmungsrechte der nordamerikanischen Indianer eintritt.
Neben Russell Means und John Trudell gehörte Banks zu den bekanntesten Aktivisten und Sprechern des AIM, die bereits in deren Gründungsphase politisch engagiert waren.

## Biographie
Dennis Banks war ein Anishinabe-Indianer. Er hat an zahlreichen Protestaktionen teilgenommen. 1969–1971 nahm er an der Besetzung der ehemaligen Gefängnisinsel Alcatraz in der Bucht von San Francisco teil und 1972 beteiligte er sich an der Organisation des quer durch die USA verlaufenden Trail of Broken Treaties („Marsch“ bzw. „Pfad der gebrochenen Verträge“), der mit der Besetzung des Bureau of Indian Affairs in Washington, D.C. endete. Er war ebenfalls einer der Anführer der Protestbewegung in der Pine Ridge Reservation, South Dakota, gegen deren korrupten Vorstand Dick Wilson im Jahr 1973 und der mit ihr verbundenen 71 Tage dauernden Besetzung von Wounded Knee.
Unter Banks’ Führung protestierte AIM 1973 in Custer, South Dakota, gegen ein Gerichtsurteil, das einen Weißen vom Mord an einem Indianer freisprach. In der Folge wurde Banks 1975 zusammen mit 300 indianischen Aktivisten verhaftet und vor Gericht gestellt. Er wurde wegen Anstiftung zu Unruhen in Custer verurteilt. Um dem Gefängnis und den FBI-Nachstellungen zu entgehen, tauchte er unter.
In Kalifornien stand Banks unter dem Schutz des damaligen demokratischen Gouverneurs Jerry Brown, der sich weigerte, ihn nach South Dakota auszuliefern. Von 1976 bis 1983 studierte er an der Universität von Davis in Kalifornien und lehrte nach seinem Abschluss an der Deganawida Quetzecoatl University (DQU). Als Brown 1984 vom Republikaner George Deukmejian abgelöst wurde, flüchtete Banks zur Onondaga-Reservation im Staat New York, wo er und seine Familie Asyl fanden, bis er sich einige Monate später den Behörden von South Dakota stellte. Während seiner Zeit bei den Onondaga organisierte er den Great Jim Thorpe Longest Run von New York City nach Los Angeles, um die Rückgabe der bei den Olympischen Spielen von 1912 gewonnenen Goldmedaillen an die Familie von Jim Thorpe zu erreichen. Am 8. Oktober 1984 wurde Banks zu einer Gefängnisstrafe verurteilt, am 6. August 1985 wurde er auf Bewährung entlassen.

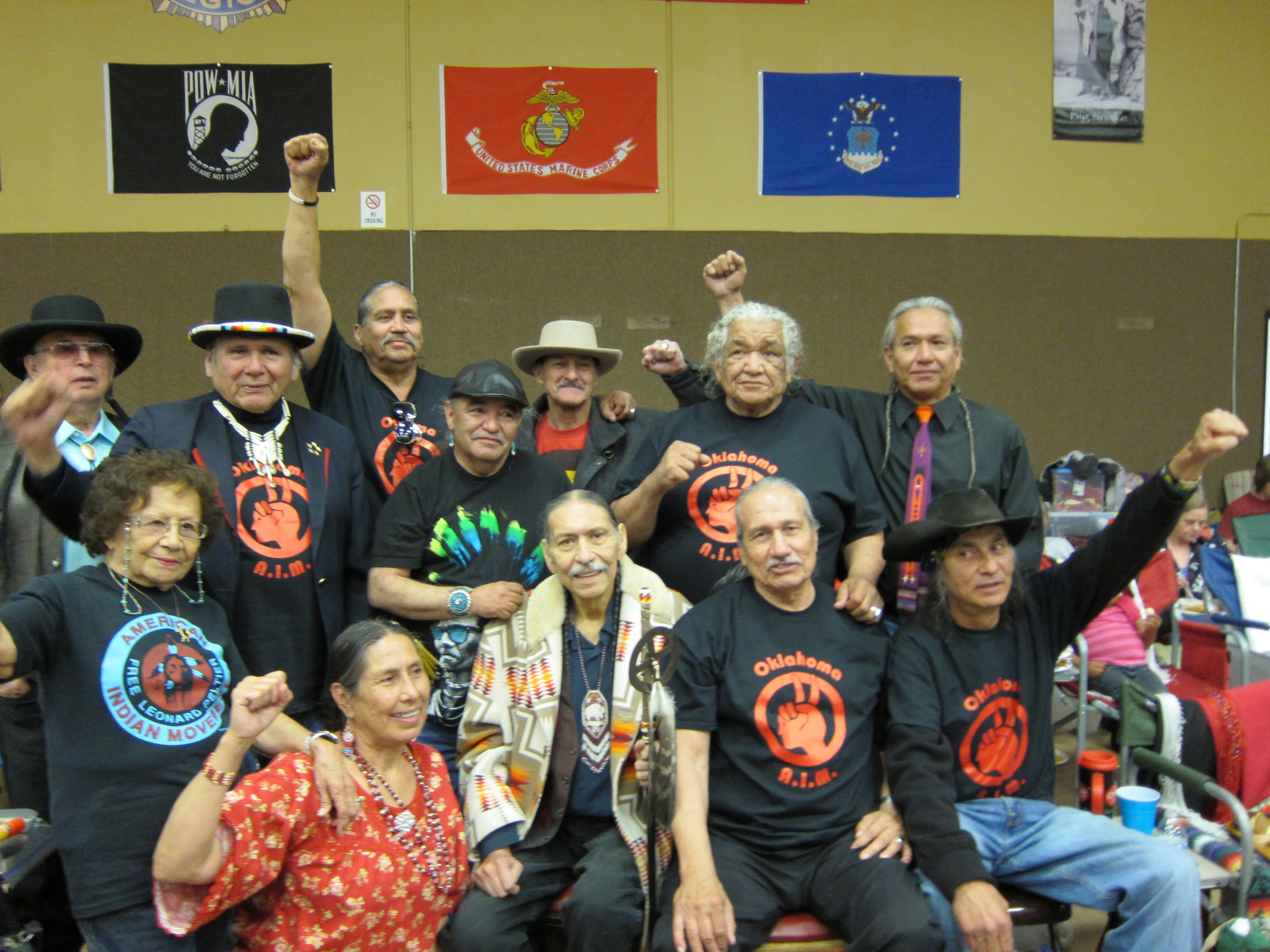
Dennis Banks (obere Reihe, 2. von links) bei einem „Veteranentreffen“ aus dem Jahr 2013 mit AIM-Aktivisten, die an der Wounded Knee-Besetzung von 1973 teilgenommen hatten

1987 wurde Dennis Banks nach Uniontown, Kentucky, gerufen, wo man Grabschänder erwischt hatte, die Schätze aus indianischen Gräbern entwendeten. Er organisierte Zeremonien zur Wiederbestattung. Seiner Tätigkeit ist es zu verdanken, dass in Kentucky und Indiana strenge Gesetze gegen die Entweihung von Gräbern erlassen wurden. 2006 organisierte Dennis Banks den Sacred Run von Alcatraz nach Washington, D.C., an dem sich auch Läufer aus Japan, Australien, Irland und Kanada beteiligten. Banks gründete die Non-Profit-Organisation Nowa Cumig Institute, die die Erträge seiner Musikproduktionen (CD Still Strong und Benefizkonzerte) zugunsten von Jugendprogrammen in indianischen Gemeinden verwaltet.
Banks spielte in dem Film Thunderheart (1992, deutsch Halbblut) in einer Nebenrolle sich selbst. Im selben Jahr trat er auch in einer kleinen Nebenrolle neben seinem politischen Weggefährten Russell Means in der Michael-Mann-Verfilmung von Der letzte Mohikaner auf.
Dennis Banks starb im Oktober 2017 im Alter von 80 Jahren kurz nach einer Herzoperation.

## Dokumentarfilm
- A Good Day to Die – The Life of Dennis Banks. Dokumentarfilm USA 2010, Regie: David Mueller und Lynn Salt (Choctaw)